# میونگ سه بین
میونگ سه بین (کره‌ای: 명세빈؛ زادهٔ ۱۰ آوریل ۱۹۷۵) بازیگر اهل کره جنوبی است. او حرفهٔ سرگرمی خود را با حضور در یک موزیک ویدئو آغاز کرد. او سپس برای مجلات و آگهی‌های تجاری مدل شد و سپس حرفهٔ بازیگری خود را آغاز کرد. او به خاطر ایفای نقش در خلوص، درنای کاغذی و سه خواهر شناخته می‌شود.

## زندگی شخصی
میونگ سه بین با وکیل گانگ هو سونگ در هتل واکر هیل شرایتون در ۱۷ اوت ۲۰۰۷ ازدواج کرد. این زوج پنج ماه بعد در ژانویه ۲۰۰۸ طلاق گرفتند.